# 美國太空運輸系統計劃

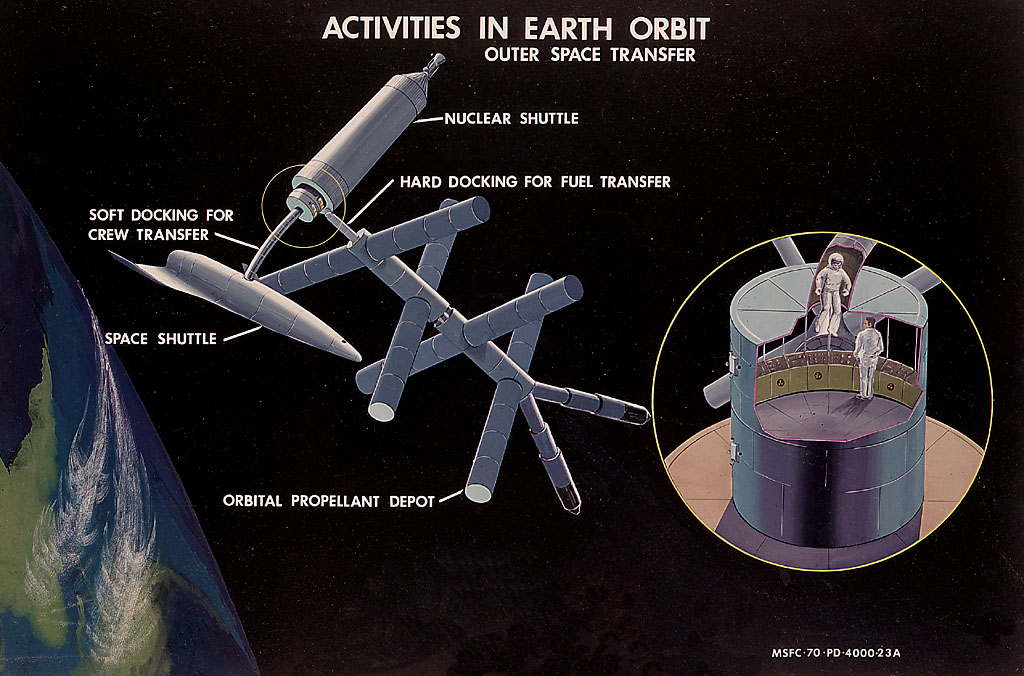
對接至軌道推進劑倉庫的核熱推進穿梭機和航天飞机轨道器

太空運輸系統（英語：Space Transportation System）是一項1969年時提出，後被取消的美国太空計劃，該計劃於美国国家航空航天局（NASA）内部亦被稱為綜合項目計劃（英語：Integrated Program Plan）。這項計劃提出一套可重用的载人航天器系統，用以支持阿波罗计划之後的任務。這計劃被取消後，其中唯一獲撥款實行的部分繼承了項目的名字，即美國太空梭計劃中的太空梭。此計劃的目標有二，透過使用可重用航天器代替一次性火箭發射太空艙以降低航天成本，以及支持一系列具野心的計劃，包括支持圍繞地球或月球的永久性空间站，以及載人登陸火星。
1969年2月，美國總統尼克松委任了一個由副總統斯皮罗·阿格纽領導的太空任務組，為阿波羅計劃之後的太空項目提供建議。該小組於9月提出以太空運輸系統為主，有三個不同投入程度的項目，核心為最早於1983年，最遲於20世紀末載人登陸火星。太空旅途中最昂貴的部分是將載具送往近地轨道，之後的部分即使是要抵達月球也相顯得便宜，例如土星5号运载火箭大部分的能量都用於逃離地球的引力。因此，只要降低前往近地轨道的成本就能可觀地降低整個任務的成本。以此為基礎，NASA設計出一套模組化系統，通過可重用的穿梭器於軌道上建設太空站作為日後探索火星的基地。系統的主要組成部分包括：
- 設於約270海里（500公里）處的近地轨道，可容納6到12人的永久性的空间站，用作永久繞月軌道空間站。地心轨道上的模組可組合成能容納50至100人的永久空間站
- 化學燃料推進的穿梭載具（shuttle），用以往返地面和地心轨道
- 化學燃料推進的太空拖船（space tug），用以將人員和設備在高至地球同步轨道的軌道間移動同時可轉為一個往返月面和繞月軌道的穿梭載具
- 使用NERVA型核热火箭推進的穿梭器（shuttle）或貨船（ferry），用以將人員、航天器和物資在近地轨道、绕月轨道、地球同步轨道、或其他太阳系中的星球間往返。與分離自空间站的載人模組組合可用於載人前往月球或火星

拖船和貨船會采用模組化設計，將多台組合在一起或采用多節推進可應付大型酬載或星制任務。這系統會由處於地心軌道和繞月軌道的推進劑倉庫所支持。土星5号运载火箭仍可用作大型运载火箭配合核熱推進貨船和空间站模組。載人登陸火星只需額外使用一個特別的火星探测飞船。
本計劃截至1969年5月都受NASA首長托馬斯·O·潘恩和副總統阿格纽大力支持。但隨著阿波羅計劃達成了載人登月的目標，尼克松留意到對後續載人太空計劃的政治支持正消退，而国会亦不愿為這些計劃提供撥款。有見及此，尼克松拒絕了本計劃中航天飞机以外的所有部分，而航天飞机繼承了計劃名。尼克松在1970年接受了潘恩的請辭，並委任詹姆斯·弗萊徹接替。
受撥款情況限制，太空梭計劃的規模自原定設計大幅削減，整體計劃亦遭延誤。首次穿梭機任務為1981年的STS-1，穿梭機於2011年的STS-135後退役。
系統中的另一部分，自由号空间站，於1980年代初獲批准並於1984年由里根總統宣佈。但這部分亦於1993年前在政治上變得不可行，被與俄罗斯合作的国际空间站代替。国际空间站於2011年建成。

## 系統中的載具

### 來往地球軌道的穿梭機

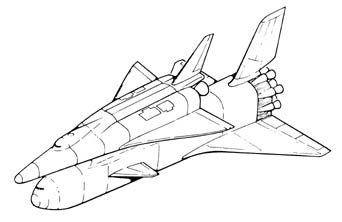
1969年北美罗克韦尔的早期穿梭機概念圖

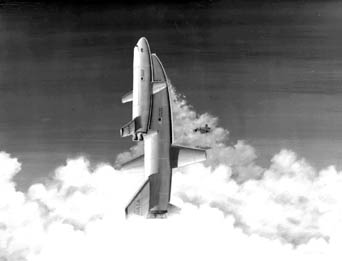
馬克西姆·費吉特設計的北美DC-3

化學燃料推進的穿梭機被設想為可載人且可重複使用的載具，來往地面和地心軌道。原先的構想為一大一小，兩個可完全重用且均可載人的部分；較大型的“推進器”（booster）部分會將“軌道器”部分帶至一定高度和速度，並進行分離；推進器會返回地面，而軌道器會繼續前往地心軌道以完成任務，最終返回大氣層並水平降落於跑道上。在後來得以落實的美國太空梭計劃，設計改為可部分重用，即轨道器和火箭助推器可重用，而外挂的外储箱則會於每次發射時抛棄。

### 太空拖船

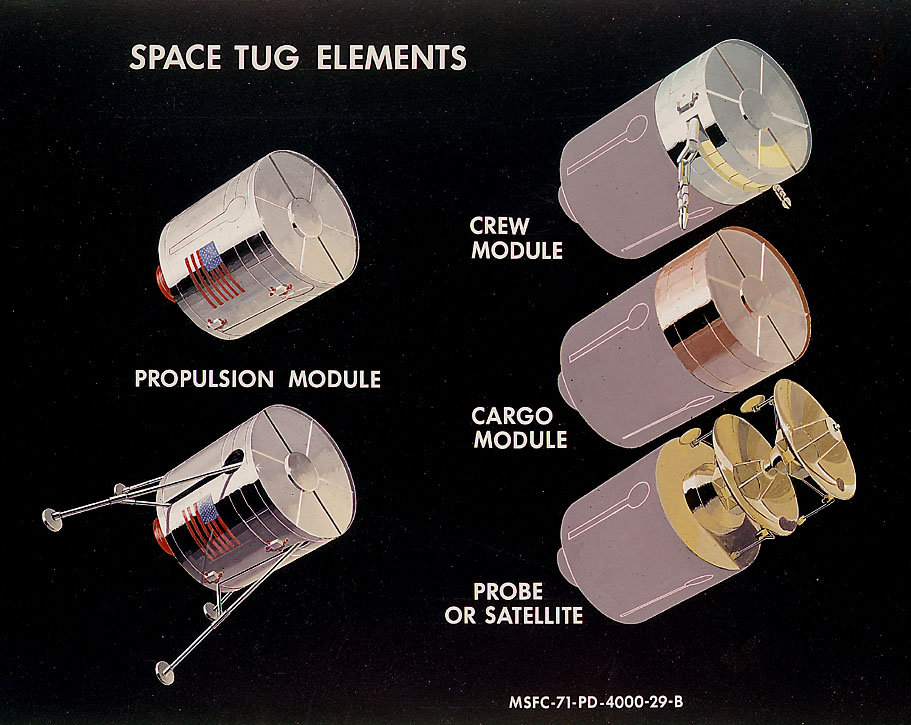
1971年馬歇爾太空飛行中心的太空拖船概念圖

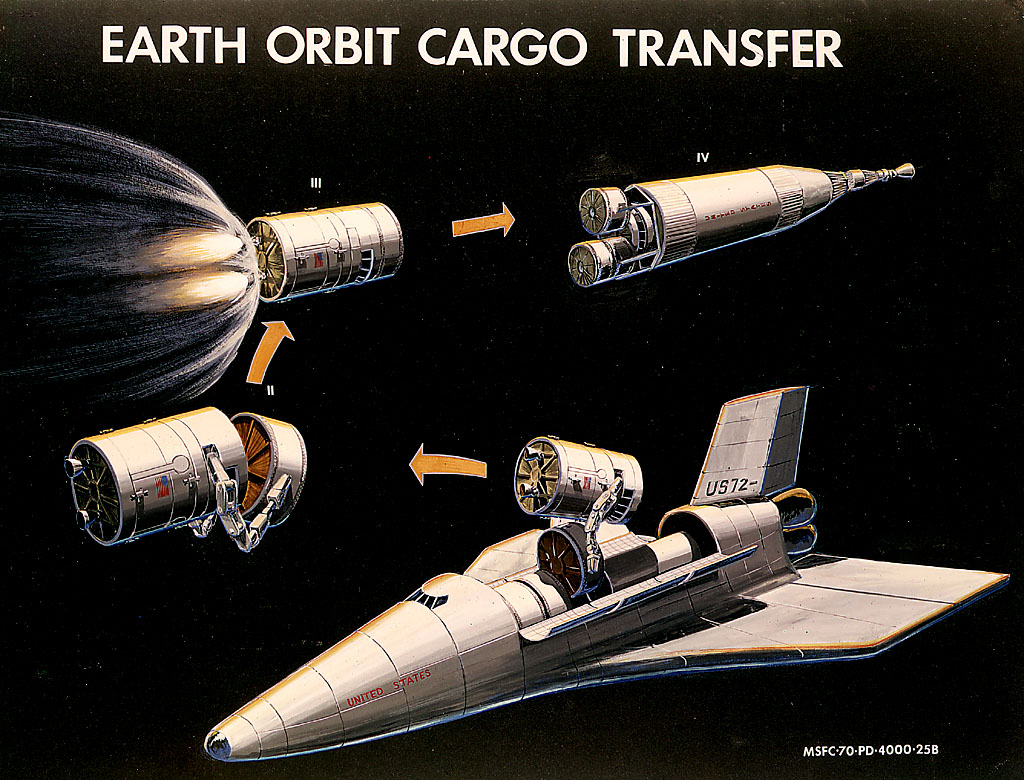
一架太空拖船將貨物模組從航天飞机轨道器轉移至核熱推進穿梭機的概念圖

馬歇爾太空飛行中心的太空拖船是為維修衛星，轉移至地球同步轨道以及將酬載拖至核熱推進穿梭機而設計。拖船的模組化設計包括一個圓柱型的推進模組、可分離組合的載人模組和貨運模組、以及登陸月球用的脚架，使其成為來往月面和繞月軌道的穿梭器。

### 核熱推進穿梭機

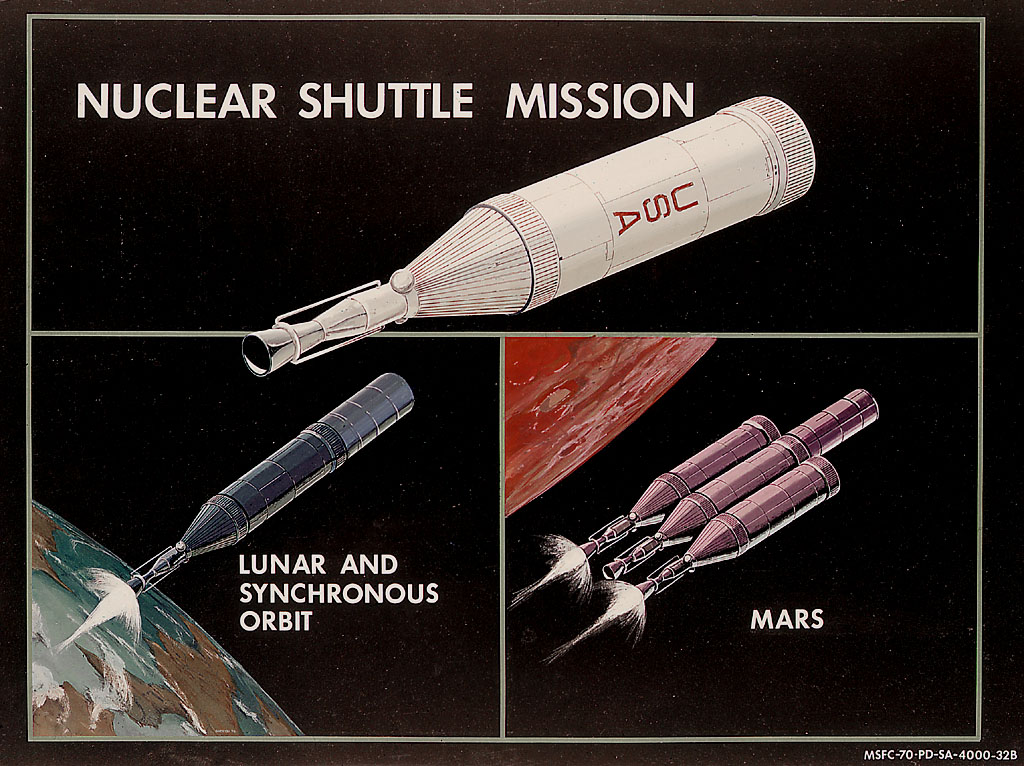
1971年馬歇爾太空飛行中心的核熱推進穿梭機概念圖，用於較近地球的的绕月轨道、同步轨道，或較遠的火星軌道

使用到NERVA（Nuclear Engine for Rocket Vehicle Application，火箭飛行器用核引擎）引擎的計劃包括於1978年前到訪火星，以及1981年前建好一個永久性的月球基地。NERVA火箭可用作貨運拖船，將酬載從近地軌道送至更高軌道、為不同地球和月球軌道上的空间站補給、以及支援月球上的永久基地。NERVA引擎亦可用於土星5号运载火箭的S-N上級推進器，使其近地轨道運載力增至340,000磅（150公噸）。

### 太空站模組
太空站模組將為未來的地球軌道載人活動、持續載人月球探索以及載人行星探險提供基礎。該太空站將是一個可容納6至12名人員的永久性結構。最初，太空站將處於近地轨道；後來的太空站將建立在极轨道和同步轨道上。同樣太空站模組還將在月球軌道上提供永久太空站，人員可以從該太空站發送到月球表面。 透過將太空站模組連接在一起，可以創建一個大型太空基地。該基地可容納50至100名人員，可作為一個太空實驗室進行廣泛的物理和生物實驗。 最後，太空站模組將成為載人行星探險任務模組的原型。

## 延伸閱讀
- Dewar, James. "To The End Of The Solar System: The Story Of The Nuclear Rocket", Apogee, December 2003. ISBN 0813122678